# In the Heat of the Night (canción de Sandra)
«In the Heat of the Night» es el segundo sencillo extraído del álbum debut de Sandra The Long Play. La canción fue número 1 en Israel, y número 2 en Suiza y Alemania.
En Alemania, país de origen de Sandra, el sencillo había entrado en el top 20 el 28 de noviembre de 1985, en donde permaneció durante nueve semanas, de las cuales cuatro estuvo en la posición número 2.
La voz masculina que acompañaba a Sandra en la canción era la del cantante alemán Hubert Kemmler, líder de la banda alemana Hubert Kah. El vídeo musical fue rodado en una vieja fábrica de la Coca-Cola a la que se le hizo pasar por una sauna, y en donde Sandra interpretó la canción acompañada, entre vapores de hielo seco, por músicos de estudio semidesnudos.

## Remezclas
En 1999 se publicó una remezcla de «In the Heat of the Night» como sencillo promocional en Francia, extraída del álbum recopilatorio My Favourites. 
En 2006 apareció una nueva producción remezclada de la canción en el álbum recopilatorio Reflections. Meses después, en 2007, Virgin Music France decidió editar una nueva versión de este álbum, al que le añadió dos nuevas remezclas de «In the Heat of the Night» y una de «Maria Magdalena» hechas por dj franceses contratados por la discográfica para tal fin. «In the Heat of the Night» estuvo planeado en publicarse en Francia como sencillo, en el cual se incluirían cuatro versiones diferentes de la canción, para así promocionar el nuevo disco recopilatorio. Varias copias promocionales lograron ser distribuidas; sin embargo, se canceló su publicación comercial y solo apareció como sencillo para su bajada digital por Internet.
- Sencillo promocional de «In the Heat of the Night» publicado el 13 de marzo de 2007, antes de cancelarse comercialmente su edición oficial física:[2]

1. «In the Heat of the Night» (Future Vision Remix - Radio Edit) - 3:16
2. «In the Heat of the Night» (Superfunk Remix - Radio Edit) - 3:47
3. «In the Heat of the Night» (Future Vision Remix - Extended) - 7:12
4. «In the Heat of the Night» (Superfunk Remix - Extended) - 6:02

## Sencillo
Publicación original de 1985:
- Sencillo 7"

A: «In the Heat of the Night» - 3:48
B: «Heatwave» (Instrumental) - 3:48
- Sencillo 12"

A: «In the Heat of the Night» (Extended Version) - 7:32
B: «Heatwave» (Instrumental) - 3:48

## Posiciones
| País (1985)  | Puesto alcanzado |
| ------------ | ---------------- |
| Alemania     | 2                |
| Austria      | 6                |
| Bélgica (Fl) | 3                |
| Francia      | 5                |
| Israel       | 1                |
| Italia       | 9                |
| Países Bajos | 13               |
| Suecia       | 2                |
| Suiza        | 2                |

### Certificaciones
| País    | Organismo certificador | Año certificación | Certificación | Ventas certificadas | Ref.  |
| ------- | ---------------------- | ----------------- | ------------- | ------------------- | ----- |
| Francia | SNEP                   | 1986              | Plata         | 250 000             | [ 6 ] |